# 山本亮太
山本亮太（1989年11月14日—）日本男歌手、演员。曾是隸屬傑尼斯事務所旗下的傑尼斯Jr.的一員。千葉県出身。身高162cm。日出高等學校在學中。跟傑尼斯事務所旗下的玉森裕太同學校同年級。
2001年9月23日，11岁的山本亮太进入傑尼斯事務所。
2004年，开始作为A.B.C.Jr.的成员活动。
2005年，被选为M.A.D.。
2008年3月，日出高校畢業。
2008年11月11日，成为Jr.组合They武道的成员。
2016年11月11日，在ARASHI的演唱会上宣布成为Jr.组合宇宙Six的成员。
2020年10月2日，山本亮太被報導出入非法賭博場所，而遭到解約，不再从属宇宙Six。
2020年11月14日，设立Youtube, Twitter, TikTok, solo复出。
2021年7月, 与江田剛组Unit“えだりょ”活动。